# Grylloblattidae
Famille
Les Grylloblattidae constituent l'unique famille du sous-ordre des Grylloblattodea, un groupe qui comprend des insectes extrêmophiles (psychrophiles), sans ailes, qui vivent dans le froid en haute altitude. Ils appartiennent, avec les Mantophasmatidae, à l'ordre des notoptères. 

## La découverte

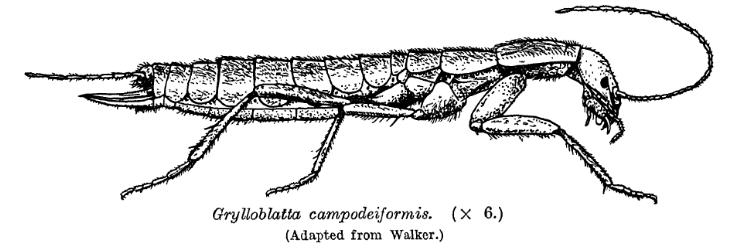
Croquis de Grylloblatta campodeiformis par Walker.

Les grylloblattidés ont été une véritable surprise pour les scientifiques E. M Walker et T.B Kurata lors de leur découverte en 1914. Les premiers spécimens, deux femelles, ont été récoltés sur le mont Sulphur, à Banff, en Alberta. Elles avaient été retrouvées sous des pierres dans une pente, à plus de 2 000 mètres d'altitude. À en juger par leur taille et par l'apparence de leur abdomen, elles étaient probablement matures. Lors de la découverte, Walker et T.B Kurata cherchèrent d'autres spécimens mais en vain.
Ces insectes ont été très difficiles à classer car avec leurs caractéristiques générales, ils ne pouvaient être placés dans aucune des familles existantes. En dépit de l'absence d'ailes, l'examen des pièces buccales, des sclérites cervicales et thoraciques et de l'oviducte, démontre que ces individus sont de vrais orthoptères. Après analyses et plusieurs avis d'experts en phylogénie, ces insectes constituèrent l'espèce type d'un nouveau genre, Grylloblatta et d'une nouvelle famille, les Grylloblattidae.
La première espèce décrite fut nommé Grylloblatta campodeiformis qui signifie «criquet-coquerelle» à l'apparence de Campodea (un arthropode de l'ordre des Diplura (Hexapodes) avec de longues cerques). 

## Description et habitat
La plupart des espèces de cette famille sont nocturnes et se nourrissent de détritus. Ils ont de longues antennes (23 à 45 segments) et de longs cerques (5 à 8 segments) et ils ne possèdent pas d'ailes. Leurs yeux sont soit manquants ou soit réduits et ils n'ont pas d'ocelles. Leurs plus proches parents vivants sont les Mantophasmatodea, un ordre récemment découvert (2002)Leur température optimale est entre -3,5 à 5 °C à 90 % et plus d'humidité. Ils peuvent supporter une température froide jusqu'à -8 °C, au-dessous de cela, il y a une formation de glace dans le corps qui cause des dommages irréparables aux organes. Une température au-delà de 23 °C leur est fatale.
Les Grylloblattodea sont des insectes extrêmophiles nocturnes qui sont retrouvés sous les feuilles ou les pierres dans des environnements très froids, généralement en hautes altitudes. Ils sont connus pour être associés aux forêts tempérées froides, au glaciers ou aux calottes polaires. En cas de grand froid, ils survivent en se cachant sous les accumulations de neige.

## Classification
Cette famille comprend 5 genres et 34 espèces :
- Grylloblatta Walker, 1914
- Grylloblattella Storozhenko, 1988
- Grylloblattina Bei-Bienko, 1951
- Galloisiana Caudell, 1924
- Namkumgia Storozhenko & Park, 2002